# لوثر رندوليك
لوثر رندوليك (بالألمانية: Lothar Rendulic)‏ (23 أكتوبر 1887 – 17 يناير 1971) هو قائد مجموعة في الفيرماخت خلال الحرب العالمية الثانية.

## روابط خارجية
- لوثر رندوليك على موقع مونزينجر (الألمانية)